# 永照寺 (北九州市)
永照寺（えいしょうじ）は、福岡県北九州市小倉北区にある浄土真宗本願寺派の仏教寺院。山号は雲龍山。本尊は阿弥陀如来立像。西本願寺初代能化・西吟の住した寺である。

## 歴史

### 武将が開基
開基の釈道證は、元々豊前国蓑島の塁を領する武将・村上大炊允道定で、応仁の乱に従軍して摂津国川中島での戦いで負傷し、同国溝杭仏照寺で治療のため逗留していたところ、本願寺第8世・蓮如と出会い、発心して弟子となった。
1495年（明応4年）、釈道證が本願寺第9世・実如より本尊を賜って九州に戻り、当時寂れていた小倉室町に草庵を営んだのをもって永照寺の始まりとされる。

### 諸大名の崇敬
第3世・西蓮のとき、小倉を領した高橋鑑種の室の崇敬を受ける。続いて毛利勝信、細川忠興の保護を受け、1608年（慶長13年）に小倉城築城のため米町へ移る。
また、第6世住職・西吟は西本願寺初代能化を務めた学僧で広く仏学に通じ、細川家に代わって小倉藩主となった小笠原忠真も西吟に師事した。忠真が西吟に出した数通の質問書が寺宝として残っている。

### 小倉御坊
第14世・西章の代、文化年間（1810年頃）、本願寺の出張所である御坊（ごぼう）となった。1872年（明治5年）には末寺・寺家を独立させる。
1993年（平成5年）、小倉駅再開発で米町から大手町に移る。